# Felix Herren
Félix Herren ou Felix Herren est un ancien arbitre suisse de football des années 1920.

## Carrière
Il a officié dans une compétition majeure : 
- JO 1924 (1 match)